# قطعنامه ۱۷۳۰ شورای امنیت
قطعنامه ۱۷۳۰ شورای امنیت سازمان ملل متحد که در تاریخ ۱۹ دسامبر ۲۰۰۶ تصویب شد، سندی بین‌المللی دربارهٔ مسائل عمومی مربوط به تحریم است. این قطعنامه طی نشست ۵۵۹۹ام با ۱۵ رای موافق، ۰ مخالف و ۰ ممتنع تصویب شد.